# Église Sainte-Croix de Varsovie
L'église Sainte-Croix (polonais : kościół Świętego Krzyża) est une église catholique dans le centre de Varsovie. Située dans la Rue Krakowskie Przedmieście (rue du Faubourg-de-Cracovie), en face du campus principal de l'université de Varsovie, c'est l'une des plus remarquables églises baroques de la capitale polonaise. Elle est actuellement administrée par les frères missionnaires de saint Vincent de Paul.-Cracovie
L'église actuelle a été construite entre 1679 et 1696 sur l'emplacement d'une précédente église construite en 1526, à l'époque en dehors des limites de la ville, elle-même construite en remplacement d'une chapelle en bois déjà dédiée à la Sainte-Croix. L'église a été très sérieusement endommagée pendant l'insurrection de Varsovie de 1944 puis dynamitée par les Allemands. Elle fut reconstruite entre 1945 et 1953, mais dans une architecture simplifiée, par B. Zborowski. L'intérieur fut aussi reconstitué mais sans les fresques et les polychromies baroques. L'autel principal ne fut reconstruit qu'entre 1960 et 1972.
Le cœur de Frédéric Chopin repose dans un cénotaphe dans un des piliers de l'église, il en est de même pour celui de Władysław Reymont.
L'église de la Sainte-Croix et ses jardins (qui n'existent plus aujourd'hui, occupés par l'immeuble du Ministère des Finances) ont donné leur nom à la rue Świętokrzyska, une des rues les plus connues de Varsovie.
Lors de la signature des accords de Gdańsk en 1980 entre le syndicat Solidarność et le gouvernement communiste polonais, il fut conclu qu'une messe serait retransmise dans tout le pays par la radio d'État, une première sous le régime communiste. Elle fut célébrée à l'église de la Sainte-Croix.

## Galerie

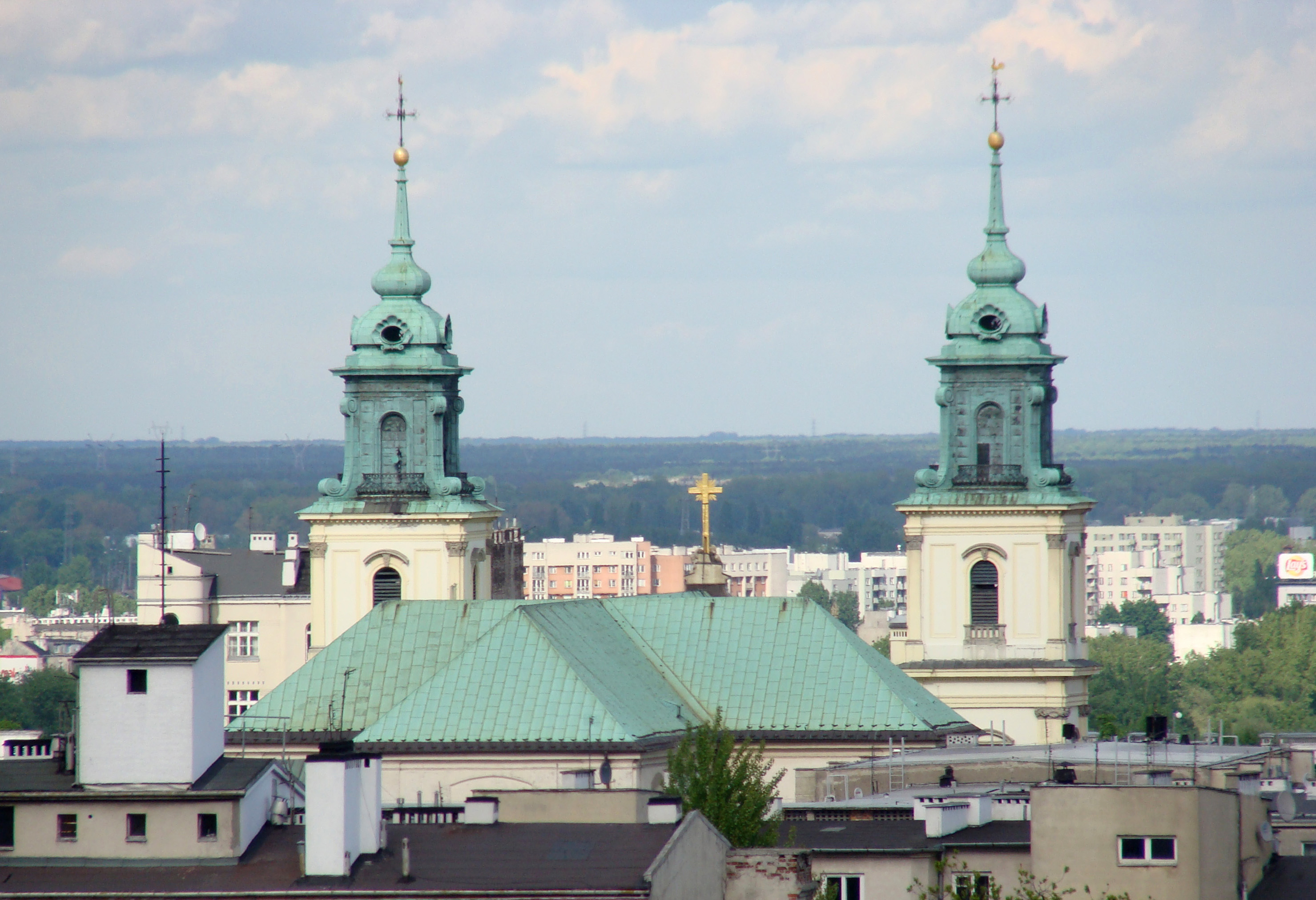
Vue du toit et des clochers en cuivre de l'église, en 2008
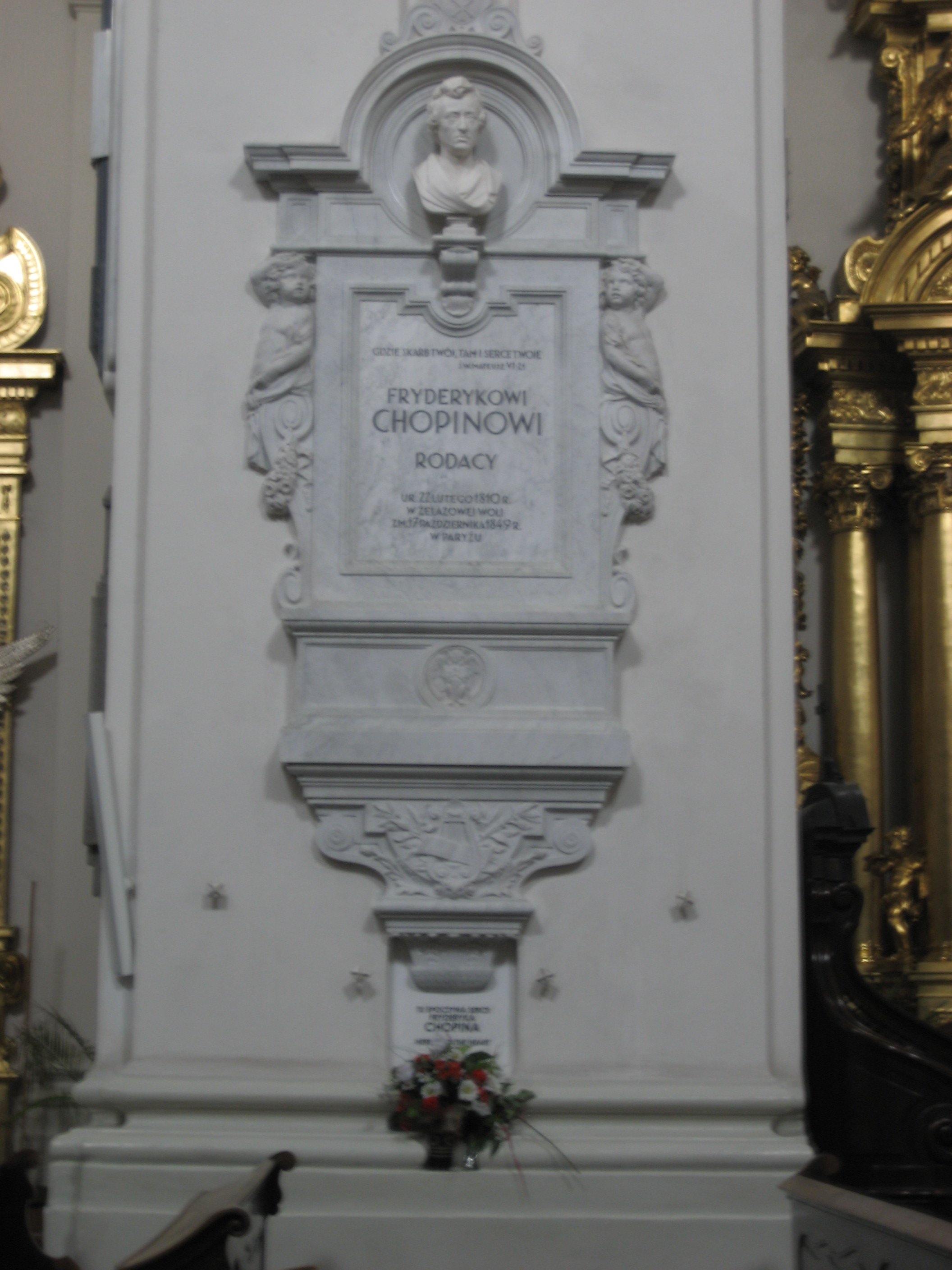
Pilier contenant le cœur de Frédéric Chopin (juste au-dessus du bouquet, sur le bas du cénotaphe).
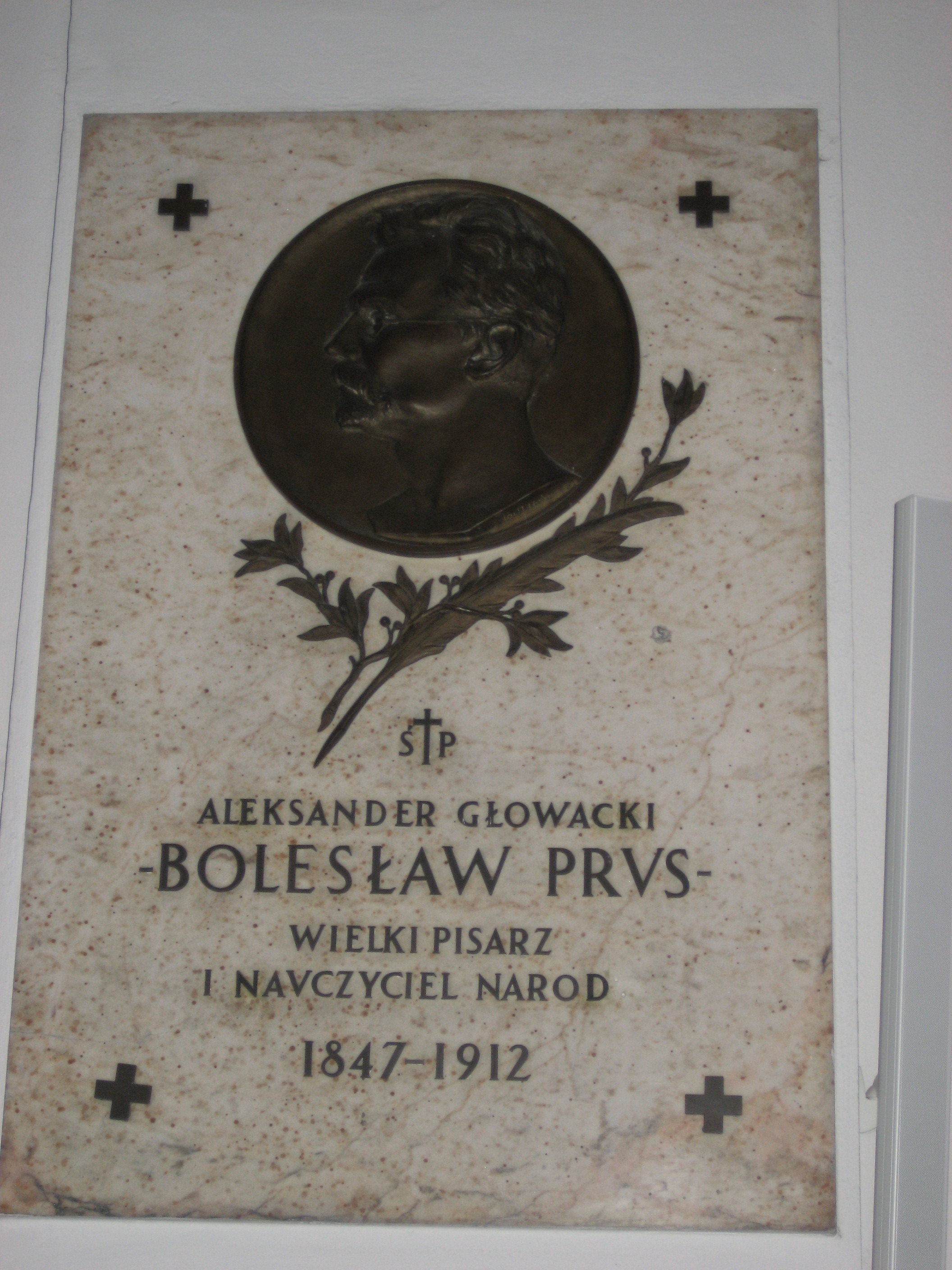
Plaque du sculpteur Stanisław Jackowski représentant de profil Bolesław Prus et commémorant le  « grand écrivain et professeur de la nation. »
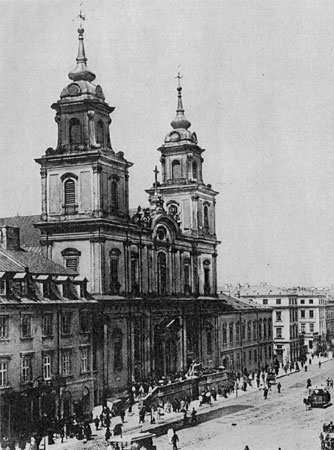
L'église en 1890
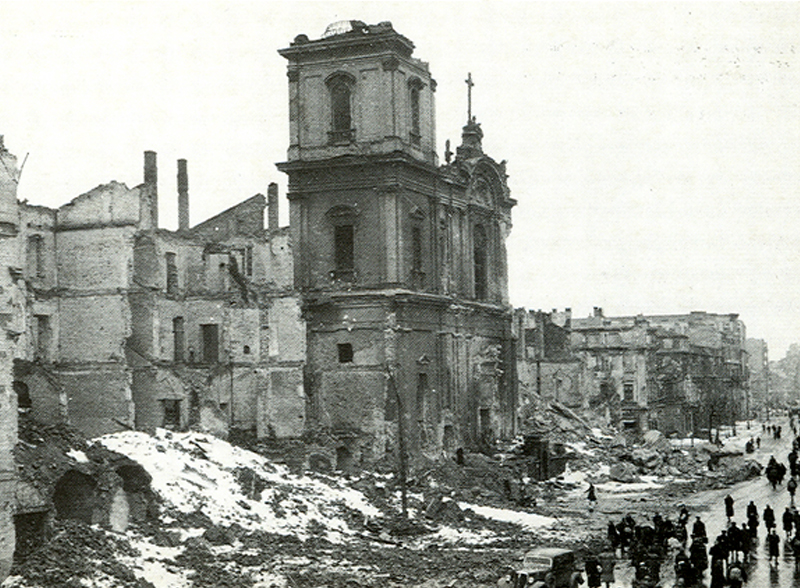
L'église en 1945

## Source
- (en) Cet article est partiellement ou en totalité issu de l’article de Wikipédia en anglais intitulé « Holy Cross Church, Warsaw » (voir la liste des auteurs).